# Delia kigeziana
Delia kigeziana är en tvåvingeart som först beskrevs av Fritz Isidore van Emden 1941.  Delia kigeziana ingår i släktet Delia och familjen blomsterflugor.
Artens utbredningsområde är Uganda. Inga underarter finns listade i Catalogue of Life.